# دير نورثانجر
دير نورثانجر (بالإنجليزية: Northanger Abbey) هي أول رواية أنهتها جين أوستن ونشرتها، رغم أنها بدأت قبلها بكتابة روايات أخرى مثل العقل والعاطفة والكبرياء والتحامل. وكما جاء في مذكرات كاساندرا أوستن، فإن رواية سوزان (كما كان اسمها في البداية) قد كتبت حوالي عام 1798-1799. وقامت أوستن بمراجعتها للصحافة عام 1803، وباعتها في نفس السنة بمبلغ 10 جنيه استرليني لمتجر كتب في لندن هو كروسبي وشركاه، والذي قرر عدم نشرها. في ربيع عام 1816 قرر بائع الكتب أن يبيع القصة مرة أخرى إلى شقيق الروائية، هنري أوستن، مقابل عشر جنيهات والذي كان نفس ما دفعه في البداية، ولم يكن يدري وقتها أن الكاتبة كان في ذلك الحين قد نشرت أربع روايات شعبية.
تم تنقيح رواية مجددا من قبل أوستن في عام 1816-1817 بنية نشرها. ومن بين ما غيرته في النص، هو تغيير اسم الشخصية الرئيسية من سوزان إلى كاترين، ونتيجة لذلك قامت أوستن بتغيير اسم الكتاب إلى كاثرين.
توفيت أوستن في يوليو 1817. وأخرجت رواية دير نورثانجر (كما سميت الرواية الآن) للنور بعد وفاتها في أواخر ديسمبر 1817 (1818 بالنظر إلى صفحة العنوان)، وفي البداية في مجلدين ينقسمان إلى مجموعة من أربعة مجلدات والتي اشتملت أيضا آخر على رواية لأوستن لم تنشر وقتها بعنوان إقناع. ولم تنشر أي من الروايتين بالعنوان الذي وضعته جين أوستن؛ ويعتقد أن عنوان دير نورثانجر هو من اختراع هنري أوستن، الذي كان قد رتب الكتاب للنشر.

## روابط خارجية
- دير نورثانجر على موقع الموسوعة البريطانية (الإنجليزية)